# Zeche Maasbank
Die Zeche Maasbank ist ein ehemaliges Steinkohlenbergwerk in Essen-Werden-Fischlaken. Die Zeche war auch unter den Namen Zeche Masbank, Zeche Maaßbank, Zeche Maas und Zeche Maasbeck bekannt.

## Bergwerksgeschichte
Im Jahr 1751 wurde durch den Abt von Werden die Konzession zum Anlegen eines tieferen Stollens erteilt. In den nachfolgenden Jahren wurde der Stollen noch vor dem Jahr 1760 erstellt. Im Jahr 1777 wurde die Zeche unter dem Namen Zeche Maas belehnt. Die Belehnung erfolgte für den Abbau im Flöz Geitling. Im Jahr 1803 war das Bergwerk nachweislich in Betrieb, die abgebauten Kohlen wurden zu einem Kohlenmagazin an der Ruhr transportiert. Im darauffolgenden Jahr waren Schacht 1 und Schacht 2 in Förderung. Im Jahr 1805 wurde das Bergwerk in Fristen gelegt. Im Jahr 1834 wurde mit der Zeche Nierbank eine Betriebsgemeinschaft gebildet, diese trug den Namen Zeche Maas & Nierbank. Die Betriebsgemeinschaft diente der gemeinsamen Lösung der beiden Grubenfelder. Hierfür wurde ab Februar 1834 ein 162 Lachter langer Stollen zunächst gesäubert und im Anschluss daran wurde der Stollen weiter aufgefahren. Das Stollenmundloch befand sich am Niemandsweg, 900 Meter nordwestlich des heutigen Haus Scheppen. Im selben Jahr wurde ein tonnlägiger Schleppschacht abgeteuft. Bis April des Jahres 1837 wurde der Stollen weiter aufgefahren.
Ab Mai des Jahres 1837 wurde die Betriebsgemeinschaft wieder aufgelöst und ab diesem Zeitpunkt war die Zeche Maasbank wieder eigenständig tätig.  In diesem Jahr wurden im eigenen Grubenfeld Versuchsarbeiten durchgeführt. Im Jahr 1838 wurde das Grubenfeld weiter ausgerichtet. Im darauffolgenden Jahr wurde die Auffahrung eines Stollenquerschlages beendet. Ab dem dritten Quartal desselben Jahres wurde erneut Kohle abgebaut. Im Jahr 1853 umfasste die Berechtsame ein Längenfeld. Ab dem vierten Quartal des darauffolgenden Jahres wurde das Bergwerk außer Betrieb genommen. Im Jahr 1881 wurde die Berechtsame der Zeche Pörtingsiepen zugeschlagen. Die alten Grubenbaue der Betriebsgemeinschaft Maas & Nierbank wurden 1932 beim Bau des Baldeneysees abgedämmt.

## Förderung und Belegschaft
Die ersten Förderzahlen stammen aus dem Jahr 1802, es wurden pro Tag 69 Ringel Steinkohle abgebaut. Im Jahr 1839 wurden 1813 preußische Tonnen Steinkohle gefördert. Im Jahr 1841 wurden 22.996½ preußische Tonnen Steinkohle gefördert. Die maximale Förderung des Bergwerks wurde im Jahr 1843 erbracht, es wurden 220.881 Scheffel Steinkohle gefördert. Im Jahr 1845 sank die Förderung auf 129.790 Scheffel Steinkohle. Die letzten bekannten Förderzahlen des Bergwerks stammen aus dem Jahr 1847, es wurden 113.875 Scheffel Steinkohle gefördert.

## Heutiger Zustand
Heute erinnert noch die Maasstraße in Essen an das ehemalige Bergwerk. Die Straße befindet sich in Essen in unmittelbarer Nähe der früheren Zeche Maasbank. Des Weiteren existieren heute noch zwei Mundlöcher, die vermutlich zum Nierbänker Stollen gehörten. Die beiden Stollenmundlöcher befinden sich westlich von Haus Scheppen, am westlichen Ende eines Campingplatzes auf der Südseite des Baldeneysees. Außerdem sind noch mehrere Einsturzpingen oberhalb der beiden Stollenmundlöcher vorhanden.